# Kalispell
Kalispell er en amerikansk by og administrativt centrum i det amerikanske county Flathead County i staten Montana. I 2000 havde byen et indbyggertal på 14.223.
48°12′N 114°19′V / 48.2°N 114.32°V